# Emiliano Insúa
Emiliano Adrian Insúa Zapata (Buenos Aires, 7 de janeiro de 1989) é um futebolista argentino que atua como lateral-esquerdo. Atualmente, defende o Racing.

## Carreira
A carreira de futebol de Insua começou na equipa juvenil de Boca Juniores. Havia pouca utilização do lateral em La Bombonera mas os olheiros do Liverpool estiveram a observá-lo. Depois de boas performances para o Sub-17 argentinos, muitos clubes estiveram desesperados para contratá-lo, um jogador que raramente tinham aparências para o seu clube na época, e Boca eram também muito interessada em obter um lucro deste jovem prodígio que levou às negociações entre Liverpool e Boca. Insua foi para Liverpool.

### Liverpool
Insúa fez a sua estreia no Liverpool contra o Portsmouth em 28 de abril de 2007 mas só fez mais um jogo pela equipa principal na Liga. Na temporada seguinte fez apenas três aparições em Liverpool. mas encontrou o sucesso com Gary Ablett's Premier League Reserve onde foi vencedor, junto com outros jovens do Liverpool. Suas atuações impressionaram o treinador Rafael Benítez, que foi suficiente para oferecer-lhe mais de três anos de contrato. Em dezembro de 2008 Insua tem uma série de jogos na equipa de Liverpool, devido a uma lesão de Fábio Aurélio e também devido à forma de Andrea Dossena. Insúa encontrou-se no Liverpool seis jogos da Premier League e um jogo na UEFA Champions League. Ele marcou seu primeiro golo pelo clube na Taça da Liga Inglesa numa partida contra o Arsenal no Emirates Stadium em 28 de outubro de 2009.
Nas outras épocas não teve muito sucesso na equipa principal tendo sido emprestado.

### Galatasaray
Em 31 de agosto de 2010 ele se juntou ao Galatasaray, em um acordo de empréstimo de um ano com uma opção de transferir de forma permanente no próximo ano no dia 30 de junho, quando o acordo expirar. Ele vestiu a camisa número 6. Dizia-se que Insúa estaria retornando a Liverpool na janela de transferências de janeiro, após o treinador Gheorghe Hagi do Galatasaray afirmou que ele não queria que os jogadores emprestados na sua equipa e Insúa tinha alegadamente expressado seu desejo de jogar pelo Liverpool ao abrigo do novo gerente de Kenny Dalglish.

### De volta a Liverpool
Insúa voltou a Liverpool para a pré-temporada de treinamento após seu período de empréstimo. Depois de ter sido negada a entrada na China por razões de passaporte, Insua voltou à equipa principal de Liverpool, na Malásia. Ele foi titular sobre a seleção da Malásia marcando um golo.

### Sporting
Em 27 de Agosto de 2011, o Sporting Clube de Portugal confirmou acordo com Insua num contrato de cinco anos com o clube
, após um período de quatro anos em Liverpool. Foi dado o número 48. Em 15 de setembro de 2011, Insúa fez sua estreia na UEFA Europa League  com o Sporting Clube de Portugal, marcando o primeiro golo na vitória por 2-0 sobre o FC Zurich. Em 29 setembro de 2011, Insúa marcou o segundo golo na vitória (2-1) contra a SS Lazio . Porém, foi expulso depois de receber o segundo cartão amarelo. Suas performances no Sporting não passaram despercebidas pelo treinador argentino.

### Atlético de Madrid
Aos 24 anos e perante as boas exibições ao serviço do Sporting Clube de Portugal, foi transferido para o Atlético de Madrid por um valor de 3,5 milhões de euros(por 50% do passe do jogador) abrindo o leque de opções do treinador Diego Simeone para o lado esquerdo da defesa.

### Rayo Vallecano
No dia 1 de setembro de 2014, foi emprestado por 1 temporada ao Rayo Vallecano.

### VfB Stuttgart
Em julho de 2015, o lateral rumou ao VfB Stuttgart, num contrato válido por 3 anos, por uma verba a rondar os 4 milhões de €.

## Títulos
Liverpool
- Premier Reserve League: 2008

Atlético Madrid
- Copa del Rey: 2012-13
- Campeonato Espanhol: 2013-14

Seleção Argentina
- Campeonato Mundial Sub-20: 2007